# Jean Baudrillard
Jean Baudrillard  (Reims, 29. srpnja 1929. – Pariz, 6. ožujka 2007.), francuski filozof.
Jean Baudrillard djeluje kao kulturni teoretičar i filozof. Predavao je sociologiju no ipak se ne smatra sociologom jer mnoga njegova djela naginju ukidanju te znanstvene discipline. Njegova djela često su povezana s postmodernizmom i poststrukturalizmom. Iako ga smatraju “visokim svećenikom postmodernizma” 1986. god je odbacio etiku postmodernizma, rekao je da postmodernizam nema značenja, nemoguće je odrediti što se sada događa jer postoji praznina! Smatra da jedino proživljena i iskustveno doživljena egzistencija nudi filozofsku osnovu za njezino nadilaženje, a ne pozivanje na ljudsku esenciju. 
Najpoznatiji je po stvaranju pojma hiperstvarnosti, a posebno po hiperstvarnosti u Sjedinjenim Državama. Prema Baudrillardu, Amerika je sebi stvorila svijet koji je stvarniji od stvarnosti i čiji su stanovnici opsjednuti bezvremenošću, suvremenošću i objektivizacijom samih sebe. Nadalje, autentičnost je zamijenjena kopijom (realnost je zamijenjena supstitutom), i ništa nije “stvarno”, iako oni uključeni u iluziju nisu je sposobni vidjeti. Umjesto da doživljuju iskustva, ljudi promatraju spektakle, preko stvarnih ili metaforičnih kontrolnih ekrana. 
Njegov svijet je simuliran, zavodljiv, svijet bez nade jer nada podrazumjeva budućnost, koja je sada samo emitiranje vijesti. Umjesto stvarnosti imamo simulaciju i simulakrum (ili simulakr). Dok je u ranoj karijeri bio pod utjecajem marksizma, na kraju dolazi do zaključka kako se Marx tek neznatno razlikuje od kapitalističke misli i da je Marx imao iste osnovne stavove kao i kapitalisti. Za primjer nije propitivao koncepte "posla" ili "vrijednosti". 